# South Dumdum
South Dumdum é uma cidade e um município no distrito de North Twentyfour Parganas, no estado indiano de Bengala Ocidental.

## Demografia
Segundo o censo de 2001, South Dumdum tinha uma população de 392.150 habitantes. Os indivíduos do sexo masculino constituem 51% da população e os do sexo feminino 49%. South Dumdum tem uma taxa de literacia de 83%, superior à média nacional de 59,5%: a literacia no sexo masculino é de 87% e no sexo feminino é de 80%. Em South Dumdum, 8% da população está abaixo dos 6 anos de idade.